# Stara Pasłęka
Stara Pasłęka (deutsch Alt Passarge) ist ein kleines Dorf im äußersten Nordwesten der polnischen Woiwodschaft Ermland-Masuren. Es gehört zur Landgemeinde Braniewo im Powiat Braniewski (Braunsberg).

## Geographische Lage
Stara Pasłęka liegt am rechten Ufer der Pasłęka (deutsch Passarge) kurz vor deren Mündung in das Frische Haff (Zalew Wiślany). Die Staatsgrenze zum russischen Oblast Kaliningrad ist zwei Kilometer vom Ort entfernt. Der Ort ist durch eine Nebenstraße mit Braniewo (Braunsberg), das auch Bahnstation ist, verbunden. Die Entfernung zur jetzigen Kreisstadt Braniewo beträgt sieben Kilometer, die frühere Kreismetropole Heiligenbeil (heute russisch: Mamonowo) liegt neun Kilometer Luftlinie entfernt, ist jedoch nur auf dem Umweg über Gronowo (Grunau) zu erreichen.

## Geschichte
Das kleine ehemalige Fischerdorf Alt Passarge fand seine erste urkundliche Erwähnung im Jahre 1342. Nach dem Frieden von Thorn im Jahre 1466 verblieb der Ort auf dem Gebiet des Ordenlandes, während das auf der gegenüberliegenden Seite der Passarge liegende Neu Passarge (Nowa Pasłęka) zum Ermland und damit zum polnischen Teil Ostpreußens gehörte. 1772 wurden beide Orte preußisch und somit wieder „vereint“.
Alt Passarge brannte im Juli 1753 fast vollständig ab und musste wieder aufgebaut werden.
Am 11. Juni 1874 kam die Landgemeinde Alt Passarge mit dem Gutsbezirk Rossen (heute polnisch: Rusy). Zum 11. Februar 1884 wurde das bisher kommunalfreie Grundstück Wachtbude (Forsthaus) nach Alt Passarge eingegliedert. Im Jahre 1910 zählte die Gemeinde 373 Einwohner.
Am 30. September 1928 erhielt Alt Passarge erneut Zuwachs: der Gutsbezirk Schettnienen (heute russisch: Schtschukino) wurde eingemeindet. Im Jahre 1933 lebten hier 271 Einwohner, 1939 waren es noch 247.
Bis 1945 waren Rossen und Alt Passarge im Amtsbezirk Rossen vereint. Er gehörte zum Landkreis Heiligenbeil im Regierungsbezirk Königsberg der preußischen Provinz Ostpreußen.
Seit 1945 ist der jetzt 26 Einwohner zählende Ort mit dem Namen Stara Pasłęka polnisch. Er gehört zur Landgemeinde Braniewo im Powiat Braniewski in der Woiwodschaft Ermland-Masuren (1975 bis 1998 Woiwodschaft Elbląg). Heute stehen nur noch wenige Wohnhäuser und eine Gaststätte.

## Kirche

### Dorfkirche
Die Kirche in Alt Passarge wurde 1780 errichtet, nachdem die Vorgängerkirche aus dem 16. Jahrhundert im Jahre 1774 abgebrannt war. Heute ist von dem Gebäude nichts mehr vorhanden.

### Kirchspiel
Bereits 1336 wurde das evangelische Kirchspiel Grunau (Gronowo) erwähnt, das ab dem 16. Jahrhundert „Kirchspiel Grunau-Alt Passarge“ genannt wurde. Pfarrort war Grunau. Er gehörte zum Kirchenkreis Heiligenbeil (Mamonowo) in der Kirchenprovinz Ostpreußen. 1929 wurde Alt Passarge nach Braunsberg (Braniewo) umgemeindet.
Seit 1945 lebt in Stara Pasłęka eine überwiegend katholische Bevölkerung. Das Dorf gehört nun zur Kirche in Neu Passarge (Nowa Pasłęka), die Filialkirche der Pfarrei der Kreuzkirche (Parafia Świętego Krzyża) in Braniewo ist. Sie gehört zum Dekanat Braniewo im Erzbistum Ermland der Katholischen Kirche in Polen.
Hier lebende evangelische Kirchenglieder gehören jetzt zur Diözese Masuren der Evangelisch-Augsburgischen Kirche in Polen.

## Schule
Im Jahre 1923 bestand in Alt Passarge eine Schule, die einstufig geführt wurde.